# Músculo oblíquo externo do abdome
O músculo oblíquo externo do abdome é o maior e mais superficial dos três músculos planos que compõem a parede anterolateral do abdome.

## Estrutura

### Origem, inserção e disposição das fibras
Origina-se nas faces externas e margens inferiores das oito últimas costelas (V a XII). Gray indica que ele não forma tendões compridos a partir da origem: suas fibras rapidamente se tornam musculares e estabelecem interdigitações com fibras dos músculos serrátil anterior e latíssimo do dorso.
Moore explica que, na condição de músculo plano, o oblíquo externo tem um tendão distal em forma de lâmina larga e achatada, denominada aponeurose. A aponeurose do oblíquo externo é a sua porção que contribui mais com a parede anterior do abdome, ao passo que seu ventre muscular (região avermelhada onde se concentram as fibras musculares) colabora predominantemente com a parede lateral.
Ainda de acordo com Moore, em geral, a musculatura plana que constituem a parede anterolateral do abdome têm origem na aponeurose toracolombar: é o caso dos músculos oblíquo interno do abdome e transverso do abdome. Todavia, o músculo externo do abdome é uma exceção - suas fibras mais posteriores têm margem livre, desde a origem nas costelas até a crista ilíaca.
Tais fibras mais posteriores, para Moore, têm espessura maior e apresentam disposição quase vertical. Por outro lado, a maioria de suas fibras se dispõem em forma de leque, ao longo da parede anterolateral do abdome, com sentido ínfero-medial. Já as fibras mais anteriores e superiores apresentam-se de maneira horizontalizada
Em seu trajeto, em conformidade com Moore, fibras deixam de ser musculares e passam a ser aponeuróticas, mais ou menos, na linha medioclavicular (reta vertical que perpassa o ponto médio da clavícula), verticalmente. Contudo, mais inferiormente, essa substituição deixa de ser vertical e se torna oblíqua, sobre a linha espinoumbilical (reta que liga a espinha ilíaca anterossuperior ao tubérculo púbico).
Por fim, Moore menciona que as inserções do músculo oblíquo externo do abdome envolvem: linha alba, crista íliaca, tubérculo púbico.

### Ligamento inguinal

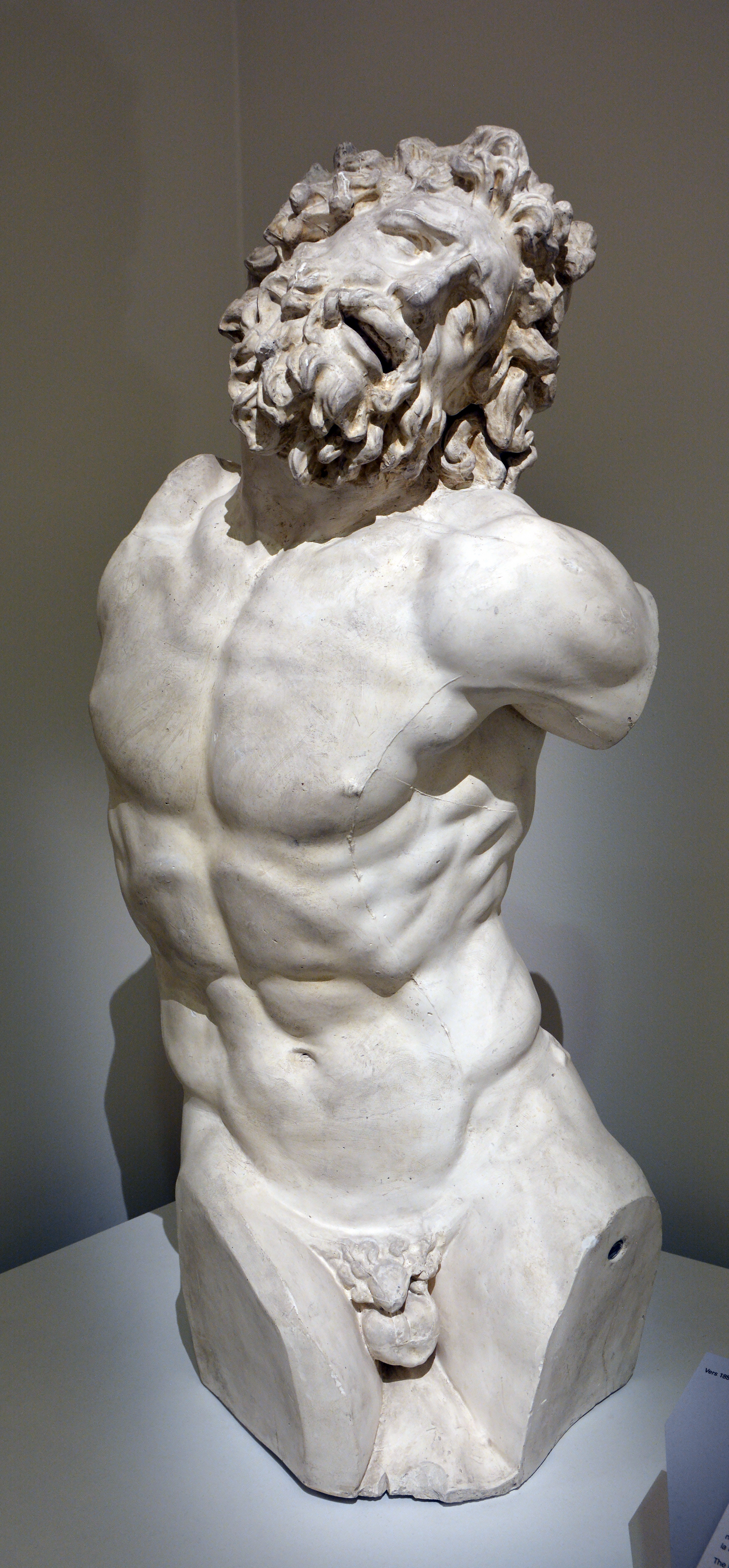
O ligamento inguinal se encontra profundamente a esse sulco oblíquo entre o tronco e a coxa. Estende-se desde a crista ilíaca, na "cintura", até a sínfise púbica, profunda ao local repleto de pelos púbicos. A escultura também exibe a linha alba e o umbigo.

O ligamento inguinal é um espessamento da margem inferior da aponeurose do músculo oblíquo externo do abdome, que se curva para baixo. Encontra-se na transição entre o tronco e a coxa, mais estendido desde a espinha ilíaca anterossuperior até o tubérculo púbico.
Dada sua importância como ponto de referência, é comum que o ligamento inguinal seja representado em figuras como uma estrutura independente. No entanto, é contínuo com a fáscia da coxa (fáscia lata).
Para Moore, a importância do ligamento inguinal não se reduz à utilização para localização de outras estruturas na prática clínica. Ele desempenha uma função similar à de retináculo para os músculos, nervos e vasos que passam sob ele; mantendo-os em posição.

### Bainha do reto do abdome, linha alba e umbigo
As aponeuroses dos músculos oblíquo externo, oblíquo interno e transverso do abdome se cruzam e entrelaçam para formar a bainha do músculo reto do abdome, um revestimento fibroso que envolve os músculos reto do abdome. Esse compartimento também abriga o músculo piramidal, os vasos epigástricos superiores e inferiores e as porções distais dos nervos toracoabdmoinais.
A bainha do músculo reto do abdome é composta por duas lâminas, uma posterior ao músculo reto do abdome (lâmina posterior) e outra anterior a ele (lâmina anterior), como um sanduíche. A participação do músculo oblíquo externo do abdome na formação dessa bainha consiste no envolvimento de sua aponeurose na constituição da lâmina anterior.
As bainhas dos músculos retos do abdome direita e esquerda se encontram para originar a linha alba, uma rafe de tecido conjuntivo que se estende desde o processo xifoide até a sínfise púbica e separa os músculos retos do abdome direito e esquerdo. Sua visualização apenas se dá apenas no indivíduo magro e musculoso.
Nos estágios finais da gestação, os músculos retos do abdome se afastam um do outro, devido à intensa distensão abdominal, o que provoca distensão também da linha alba. Obesidade crônica também ocasiona esse fenômeno.
Há uma abertura na linha alba, no nível entre as vértebras L3 e L4, denominada anel umbilical. Através dela, na vida intrauterina, passam a veia e as artérias umbilicais. Conforme a tela subcutânea recebe deposição de gordura, no período pós-natal, o umbigo se torna deprimido.
Esse evento é observado entre uma e duas semanas após o nascimento, após a atrofia e "queda" do cordão umbilical.

## Suprimento
O suprimento sanguíneo e nervoso das fibras do músculo oblíquo externo do abdome dependem de sua sua localização, de modo que vários vasos e nervos estão envolvidos.

### Irrigação
As duas últimas (décima e décima primeira) artérias intercostais posteriores, assim como a artéria subcostal, têm importante participação na nutrição do músculo oblíquo externo do abdome. Ambas são ramos parietais da aorta torácica, ou seja, ramos que se destinam à parede, com trajeto profundo ao músculo oblíquo interno do abdome. Mais especificamente, o alvo de tais artérias, neste caso, são os músculos da parede anterolateral, que também conta com os músculos oblíquo interno do abdome e transverso do abdome, que têm irrigação exatamente igual, nutridos pelas mesmas artérias.
Outro ponto é que as fibras inferiores recebem irrigação das artérias epigástrica inferior e circunflexa ilíaca profunda, ambas formadas pela artéria ilíaca externa. É importante salientar que, conforme Gray, a contribuição da artéria circunflexa ilíaca profunda para a nutrição do músculo oblíquo externo, assim como dos demais músculos planos da parede anterolateral do abdome, é pequena.
Ademais, de acordo com Gray, as artérias lombares, ramos parietais da aorta abdominal, também participam da irrigação.

### Inervação
Os ramos terminais de cada um dos cinco últimos nervos intercostais (VII a XI) inervam o músculo oblíquo externo do abdome. Trata-se dos nervos toracoabdominais, que, ao contrário dos ramos terminais dos demais nervos intercostais, abandonam os espaços intercostais para se dirigirem ao abdome e inervar estruturas de sua parede anterolateral. 
O nervo subcostal tem basicamente o mesmo tipo de trajeto e também contribui para a inervação do músculo oblíquo interno do abdome.
Tanto os nervos intercostais quanto o subcostal se formam a partir dos ramos anteriores dos nervos espinais torácicos.

## Ações

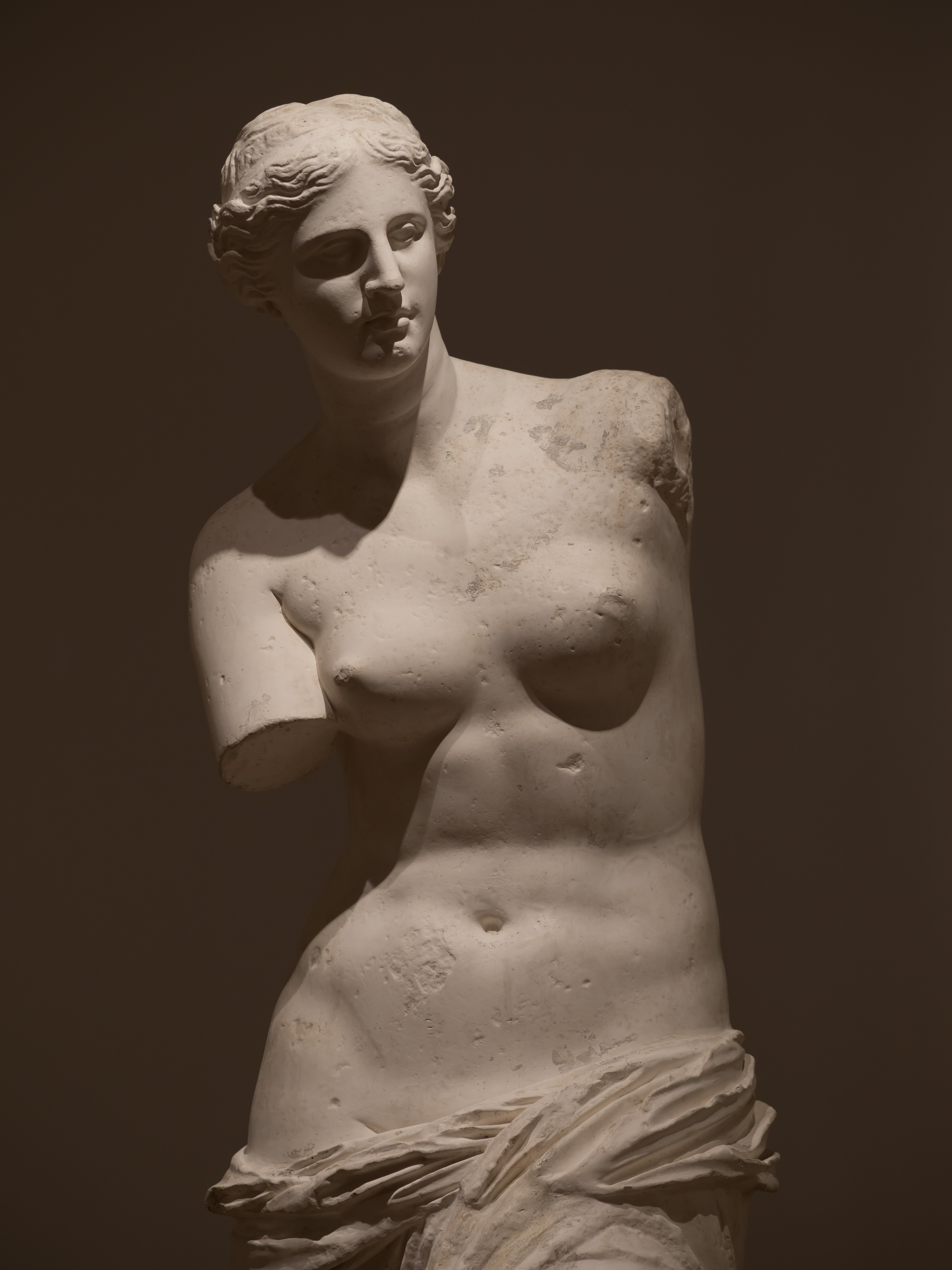
A Vênus de Milo se encontra em flexão lateral do abdome, movimento no qual o oblíquo externo do abdome participa ativamente.

O oblíquo externo do abdome atua de forma conjunta e sincronizada com os demais músculos da parede anterolateral do abdome na manutenção do tônus abdominal, responsável por sustentar as vísceras abdominais e manter o contorno normal do abdome.
A contração dos músculos da parede anterolateral do abdome, inclusive do oblíquo externo, também é capaz de aumentar a pressão intra-abdominal, o que auxilia em atividades como expiração, micção e defecação, partos, eructação voluntária, gritos e o assoar do nariz.
Além disso, a flexão lateral e a rotação do tronco são propiciadas pela contração unilateral dos músculos oblíquos externo e interno do abdome.
Por outro lado, a participação dos músculos da parede anterolateral do abdome é ínfima ao sentar ou manter a posição ereta, de modo que os músculos do dorso são protagonistas nesse caso.

## Ausência
A síndrome do abdome em ameixa seca é uma situação patológica rara, caracterizada pela ausência dos músculos da parede anterolateral do abdome, associada a outros defeitos congênitos. Conforme insinua seu nome, a síndrome impossibilita o tônus abdominal, de modo que o abdome adquire aspecto enrugado e flácido. 